# Lithocarpus ochrocarpus
Lithocarpus ochrocarpus är en bokväxtart som beskrevs av Aimée Antoinette Camus. Lithocarpus ochrocarpus ingår i släktet Lithocarpus och familjen bokväxter. Inga underarter finns listade.